# 19314 Nakamuratetsu
19314 Nakamuratetsu este o planetă minoră (asteroid) din centura de asteroizi. A fost descoperită pe 7 noiembrie 1996 la Kitami Observatory⁠(d) de Kin Endate. 
Obiectul prezintă o orbită caracterizată de o semiaxă mare de 2,6895476 UAi, o excentricitate de 0,19, o înclinație de 13,46648 ° în raport cu ecliptica.